# Alexander Waschkau

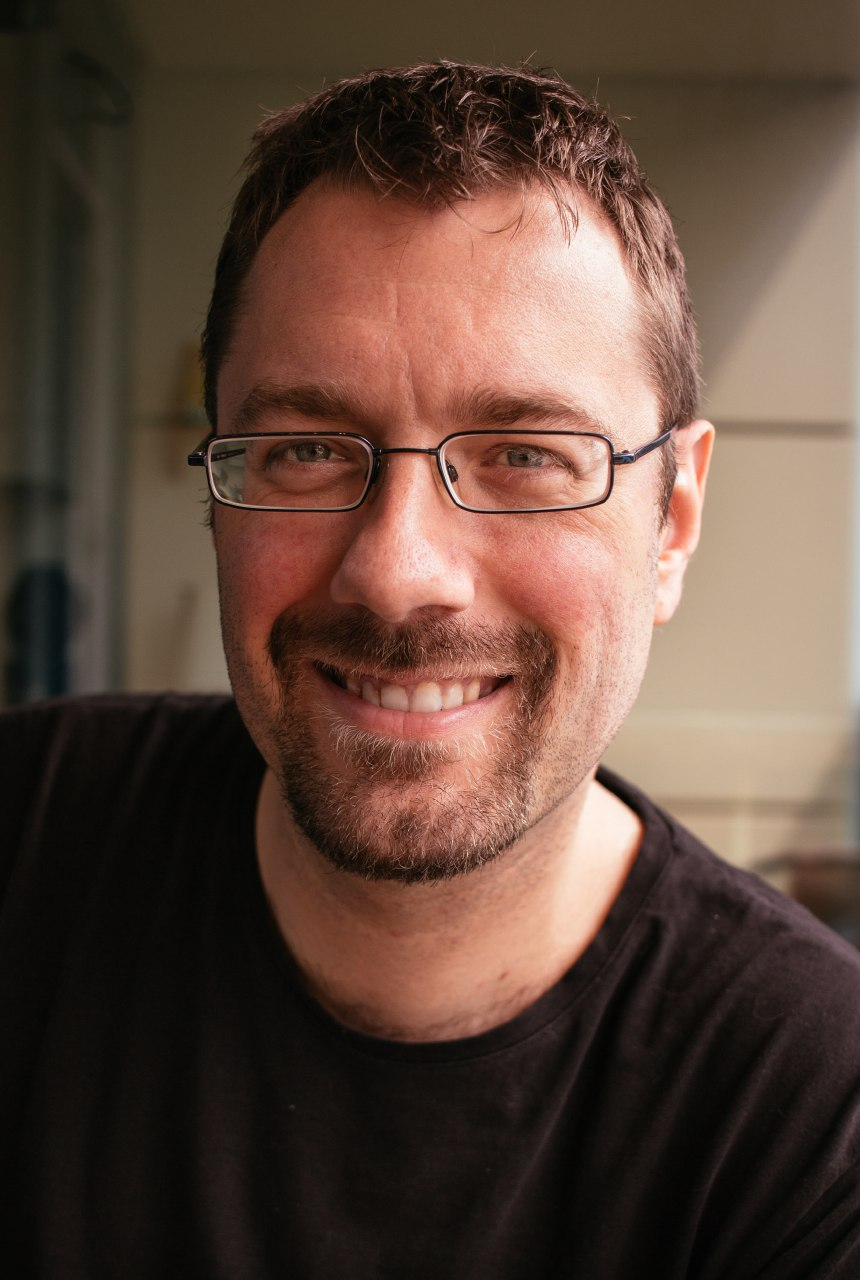
Alexander Waschkau (2015)

Alexander Waschkau (* 1. Dezember 1975 in Minden) ist ein deutscher Psychologe,  Podcaster und Publizist.

## Leben
Im Jahr 2005 schloss Alexander Waschkau das Studium der Psychologie an der Westfälischen Wilhelms-Universität Münster als Diplom-Psychologe ab.
Von 2005 bis 2012 arbeitete er in Münster sowie von 2012 bis 2016 in Bad Segeberg in der Verwaltung im Bereich Erwachsenenbildung. Von Januar 2017 bis Dezember 2022 war Waschkau als wissenschaftlicher Mitarbeiter in Lübeck tätig. Seit 2023 ist er selbstständiger Podcaster und Publizist. Er ist mit Alexa Waschkau verheiratet und lebt im Großraum München.
Im Rahmen der Corona-Pandemie 2020 gab Waschkau mehrere Interviews zu Verschwörungstheorien, die sich mit der Pandemie beschäftigen.

## Podcasting
Bekanntheit erlangte Alexander Waschkau mit dem Podcasting-Projekt Hoaxilla, das er als „Hoaxmaster“ mit seiner Ehefrau Alexa Waschkau, der „Hoaxmistress“ und Volkskundlerin, seit 2010 betreibt. Der Podcast beschreibt sich selbst wie folgt: „Hoaxilla beschäftigt sich mit Modernen Sagen (Urban Legends), Medien, Kultur und Wissenschaft aus Sicht der Skeptikerbewegung, ohne sich dabei selbst zu ernst zu nehmen. Das Besondere an Hoaxilla ist die Paarung von Skeptizismus und soziokultureller Betrachtung von Alltagsthemen. Dabei wird es nie trocken, aber immer wissenschaftlich fundiert.“ In den ersten beiden Jahren nach dem Start des Projekts verzeichnete dieser mehr als eine Million Downloads. In den vergangenen Monaten hatte jeder Podcast zwischen 25.000 und 50.000 Hörer.
In den folgenden Jahren gab es diverse weitere Podcast-Produktionen. Zu ihnen gehören der Fireflycast, der PsychoTalk mit Sebastian Bartoschek und Sven Rudloff sowie Glaubenssache – Atheismus und Katholizismus im Diskurs, welchen er gemeinsam mit dem ungarischen Botschafter im Vatikan, Eduard Habsburg, betreibt. Seit Oktober 2018 betreibt Waschkau gemeinsam mit Arne Ruddat und Bastian Wölfle den Podcast Minutenweise Matrix, der in jeder Folge eine einzelne Minute des Films Matrix bespricht. Teilweise werden Gäste eingeladen, die dann immer „eine Woche“ (also 5 Film-Minuten) mit dabei sind. Bisher waren u. a. Sarah Burrini, Holger Klein oder Nicolas Wöhrl zugeschaltet.
Waschkau war mehrmals auf der Skepkon, welche jährlich von der Gesellschaft zur wissenschaftlichen Untersuchung von Parawissenschaften durchgeführt wird, sowie beim jährlichen Symposium des turmdersinne in Nürnberg als Referent zu Gast.

## Filmisches
Am 28. Juli 2015 brachte Waschkau als Regisseur und Produzent den Dokumentarfilm Ein Interview mit Dr. Axel Stoll – Der Film heraus, der auf dem gleichnamigen Buch aus dem JMB Verlag über den Verschwörungstheoretiker Axel Stoll basiert.
Er ist gemeinsam mit seiner Frau Alexa regelmäßig Gast bei den Reihen #nachsitzen (bis 2022: #Ferngespräch) und Pärchenabend von Thomas Krappweis auf dem Twitch-Kanal WildMics und bespielt gemeinsam mit Sophia Krappweis das monatliche Format Alle bekloppt auf diesem Kanal.

## Publikationen
- mit Sebastian Bartoschek, Alexa Waschkau: Muss man wissen! Ein Interview mit Dr. Axel Stoll. JMB Verlag, Hannover 2013, ISBN 978-3-944342-29-0.
- mit Alexa Waschkau: The HoaX-Files Band 1: Horror, Spuk und Bloody Mary. JMB Verlag, Hannover 2014, ISBN 978-3-944342-52-8.
- mit Alexa Waschkau: The HoaX-Files Band 2: Gefährliche Tote. JMB Verlag, Hannover 2017, ISBN 978-3-944342-84-9.
- mit Sebastian Bartoschek, Luisa Rieland: Kleine Psychologie der Fake News. Amazon, 2017.

### Beiträge in Publikationen
- Vorwort: Gedankenwelten. Interviews zwischen Science und Fiction. von Sebastian Bartoschek. JMB Verlag, Hannover 2012, ISBN 978-3-944342-10-8.
- Vorwort: Viva Britannia: Wissenswertes von der Insel. von Sven Rudloff. JMB Verlag, Hannover 2014, ISBN 978-3-944342-32-0.
- Essay: Ethik und Moral im Spannungsfeld zwischen Wissenschaft und Grenzwissenschaft. In: Gesellschaft zur Erforschung des UFO-Phänomens (Hrsg.): Journal für UFO-Forschung. ISSN 0723-7766.
- Vorwort: Öl- und Glaubenskriege. Wie das schwarze Gold Politik, Wirtschaft und Religionen vergiftet. von Michael Blume. JMB Verlag, 2022, ISBN 978-3-95945-041-6.

### Wissenschaftliche Publikationen
- Alexander Waschkau, Pia Traulsen, Jost Steinhäuser: Evaluation of synchronous and asynchronous telemedical applications in primary care in rural regions of northern Germany – Results and lessons learned from a pilot study. in: Int J Environ Res Public Health, 2022 Nov 11; 19(22):14860, doi:10.3390/ijerph192214860
- Pia Traulsen, Jost Steinhäuser, Alexander Waschkau: Qualitätsindikatoren für Videosprechstunden in der hausärztlichen Versorgung – ein Scoping Review. in: Das Gesundheitswesen, 2022, doi:10.1055/a-1791-0479
- Michael Hellfritz, Alexander Waschkau, Jost Steinhäuser: Quality indicators of telemedical care offshore – a scoping review in: BMC Health Serv Res 21, 1290 (2021), doi:10.1186/s12913-021-07303-5
- Alexander Waschkau: Bestimmung von Bedarf und Determinanten. In: Jost Steinhäuser (Hrsg.), Telemedizin und eHealth. Das wichtigste für Ärztinnen und Ärzte aller Fachrichtungen. München: Elsevier; 2021: S. 115–120. ISBN 978-3-437-23545-0.
- Alexander Waschkau: Zertifizierte Videosprechstunde. In: Jost Steinhäuser (Hrsg.), Telemedizin und eHealth. Das wichtigste für Ärztinnen und Ärzte aller Fachrichtungen. München: Elsevier; 2021: S. 95–97. ISBN 978-3-437-23545-0.
- Alexander Waschkau, Thomas Ruppel: Möglichkeiten der Nutzung von Social Media. In: Jost Steinhäuser (Hrsg.), Telemedizin und eHealth. Das wichtigste für Ärztinnen und Ärzte aller Fachrichtungen. München: Elsevier; 2021: S. 66–70. ISBN 978-3-437-23545-0.
- Alexander Waschkau: Telemedizin ist Kommunikation. In: Jost Steinhäuser (Hrsg.), Telemedizin und eHealth. Das wichtigste für Ärztinnen und Ärzte aller Fachrichtungen. München: Elsevier; 2021: S. 37–39. ISBN 978-3-437-23545-0.
- Alexander Waschkau, Thomas Ruppel, Jessica Graeber, Helge Illig: Praxisbeispiel: Telemedizin im ländlichen Raum. In: Jost Steinhäuser (Hrsg.), Telemedizin und eHealth. Das wichtigste für Ärztinnen und Ärzte aller Fachrichtungen. München: Elsevier; 2021: S. 5–8. ISBN 978-3-437-23545-0.
- Thomas Kötter, Alexander Waschkau, Jost Steinhäuser: Was können wir in der Allgemeinmedizin aus der „Pandemie-Lehre“ lernen? Ein Werkstattbericht. in: Z. Allg. Med.; 2021;97(6): S. 258–262 doi:10.3238/zfa.2021.0258-0262
- Alexander Waschkau, Kristina Flägel, Katja Götz, Jost Steinhäuser: Evaluation of attitudes towards telemedicine as a basis for successful implementation - a cross-sectional survey among postgraduate trainees in family medicine in Germany in: Z. Evid. Fortbild. Qual. Gesundhwes.; 2020; S. 156–157; S. 75–81
- Alexander Waschkau, Jost Steinhäuser: Wandel des Bedarfs an Videosprechstunden in Zeiten einer Pandemie - eine qualitative Betrachtung in: Z. Allg. Med.; 2020; 96 (7): S. 317–324. doi:10.3238/zfa.2020.0317-0324
- Alexander Waschkau, Katja Götz, Jost Steinhäuser: Fit for the Future - Entwicklung eines Seminars zu Aspekten der Digitalisierung im Gesundheitswesen als Beitrag der Lehre im Fach Medizinische Soziologie. Z. Evid. Fortbild. Qual. Gesundhwes.; 2020; 155: S. 48–53
- Alexander Waschkau, Til Uebel, Jost Steinhäuser: Diabetestherapie 2.0: Telemedizin. in: Internist (Berl); 2019; doi:10.1007/s00108-019-0650-3
- Alexander Waschkau, Ruben Zwierlein, Jost Steinhäuser: Barrieren und fördernde Faktoren für telemedizinische Anwendungen in der hausärztlichen Praxis - Qualitative Ergebnisse einer Pilotstudie. in: Z. Allg. Med.; 2019; 95 (10): S. 405–412
- K. Böhmer, Katja Goetz, Jennifer von der Bey, Alexander Waschkau, Jost Steinhäuser: Die Bestimmung der psychometrischen Eigenschaften des deutschsprachigen MAAS-Global. in: Z. Allg. Med.; 2019; 95 (5): S. 230–235
- Alexander Waschkau, Denise Wilfling, Jost Steinhäuser: Are big data analytics helpful in caring for multimorbid patients in general practice? - A scoping review. in BMC Fam. Pract.; 2019; doi:10.1186/s12875-019-0928-5
- Marcel Gehrke, Tanya Braun, Ralf Möller, Alexander Waschkau, Christoph Strumann, Jost Steinhäuser: Lifted Maximum Expected Utility. in: Artificial Intelligence in Health 2018. Springer International Publishing; 2019: 131–141. ISBN 978-3-030-12738-1.
- Marcel Gehrke, Tanya Braun, Ralf Möller, Alexander Waschkau, Christoph Strumann, Jost Steinhäuser: Towards Lifted Maximum Expected Utility. Proceedings of the Joint Workshop on AI in Health in Conjunction with the 27th IJCAI, the 23rd ECAI, the 17th AAMAS, and the 35th ICML, 2018, Springer
- Ruth Deck, Alexander Waschkau, Katja Götz, Simon Schwill, Elisabeth Flum, Jost Steinhäuser: Digitale Bereitstellung von Informationen für Ärzte zum Thema Rehabilitation und Rente - ein Praxistest. in: Das Gesundheitswesen; 2018; 80 (11): S. 974–980. doi:10.1055/a-0631-1324
- Alexander Waschkau, Raphael Allner, Stefan Fischer, Jost Steinhäuser: Telemedizin in der Hausarztpraxis – Aspekte der Kommunikation. in: Z. Allg. Med.; 2018; 94(1): 17–21. doi:10.3238/zfa.2018.0017-0021
- Elisabeth Borg, Alexander Waschkau, Justina Engelbrecht, Karin Brösicke: Ärztliche Fortbildung im Internet: Kriterien für gutes E-Learning. Dtsch. Arztebl.; 2010; 107 (10): A-421/B-373/C-365

## TV- und Radio-Auftritte
Waschkau ist regelmäßig als Experte beim Rundfunk Berlin-Brandenburg zu hören und war mit seiner Frau Alexa Waschkau mehrmals zu Gast in der DRadio-Wissen-Sendung Die Redaktionskonferenz.
Im österreichischen Privatsender Puls 4 trat er mehrfach als Experte des Formats Pro und Contra auf. Gemeinsam mit Alexa Waschkau war er 2018 als Experte in der kabel-eins-Sendung Die spektakulärsten Verschwörungstheorien zu sehen.
Im Internetfernsehportal massengeschmack.tv des Hamburger Journalisten Holger Kreymeier moderierte er bis 2018 gemeinsam mit seiner Frau das Magazin Hoaxilla-TV. Von Teilen des Angebots des Portals massengeschmack.tv distanziert sich das Paar jedoch mittlerweile.